# بای بای (ترانه ماریا کری)
«بای بای» (انگلیسی: Bye Bye) ترانه‌ای از خواننده و ترانه‌نویس آمریکایی ماریا کری است. این ترانه در ۱۵ آوریل ۲۰۰۸ به‌عنوان دومین تک‌آهنگ آلبوم کری توسط آیلند رکوردز منتشر شد.